# ÖHB-Pokal der Frauen 2012/13
Der ÖHB-Cup der Frauen 2012/13 war die 26. Austragung des österreichischen Hallenhandball-Pokalwettbewerbs. Titelverteidiger waren die Damen von Hypo Niederösterreich, die den Pokal auch im Endspiel gegen die Mannschaft der Union Korneuburg erfolgreich verteidigen konnten.

## Teilnehmende Mannschaften
Teilnahmeberechtigt am ÖHB-Pokal waren die zwölf Mannschaften der Women Handball Austria (nicht teilgenommen hat die zweite Mannschaft von Hypo Niederösterreich und der UHC Tulln), sowie die sieben Vereine der zweitklassigen Handball-Bundesliga Frauen und Bregenz HB und SG Graz als Landesvertreter. Es spielten also 19 Vereine um den Pokal 2012/13.
An der ersten Runde nahmen die Bregenzerinnen sowie fünf geloste Mannschaften der WHA teil.

## Turnier

### Erste Runde
| 01.11.2012 | MGA Fivers – SSV Dornbirn/Schoren     | 29:24 |
| 11.11.2012 | Union Korneuburg – WAT Atzgersdorf    | 33:29 |
| 16.11.2012 | Bregenz Handball – ZV Wiener Neustadt | 16:31 |

### Achtelfinale
| 01.12.2012 | UHC Eggenburg – HIB Murpiraten Graz              | 24:30 |
| 09.12.2012 | SPG UHI Tirol – ZV Wiener Neustadt               | 9:37  |
| 15.12.2012 | Perchtoldsdorf Devils – HC Kärnten               | 33:38 |
| 16.12.2012 | DHC WAT Fünfhaus – Union Korneuburg              | 24:28 |
| 16.12.2012 | SG UHC Landhaus/WAT 21 – HC BW Feldkirch         | 33:25 |
| 16.12.2012 | Union St. Pölten – MGA Fivers                    | 18:32 |
| 16.12.2012 | ATV Trofaiach – UHC Stockerau                    | 37:35 |
| 19.12.2012 | SG UHC Graz/TV Gleisdorf – Hypo Niederösterreich | 8:52  |

### Viertelfinale
| 30.01.2013 | ZV Wiener Neustadt – Hypo Niederösterreich | 22:42 |
| 02.02.2013 | MGA Fivers – HC Kärnten                    | 31:18 |
| 02.02.2013 | ATV Trofaiach – SG UHC Landhaus/WAT 21     | 23:30 |
| 02.02.2013 | HIB Murpiraten Graz – Union Korneuburg     | 27:33 |

### Halbfinale
| 02.03.2013 | Union Korneuburg – SG UHC Landhaus/WAT 21 | 37:18 |
| 03.03.2013 | MGA Fivers – Hypo Niederösterreich        | 16:52 |

### Finale
Das Finalspiel wurde gemeinsam mit dem Pokal-Final-Spiel der Männer in Krems in Oberösterreich ausgetragen.
| 14.04.2013 | Hypo Niederösterreich – Union Korneuburg | 36:22 |

Der Pokalsieg gegen Korneuburg war für Hypo Niederösterreich gleichzeitig der 26. Cup-Erfolg in Serie seit seiner Einführung in der Saison 1987/88.